# L'Alchimiste (Blacklist)
L'Alchimiste est le douzième épisode de la première saison de la série Blacklist, diffusé le 20 janvier 2014 sur NBC.

## Résumé
Red informe l'équipe que « L'Alchimiste » (Ryan O'Nan), un homme qui s'appuie sur la science pour transformer l'ADN d'une personne et son apparence dans quelqu'un d'autre, a été contracté pour protéger un informateur de la mafia bien connu et sa femme. Alors que l'équipe se cache pour l'attraper, Elizabeth se retrouve à la recherche d'un couple improbable. Pendant ce temps, Elizabeth et Tom se retrouvent à un autre coup dans leur relation, tandis que Ressler se demande s'il devrait ou non donner sa bénédiction à son ex-fiancée. Pendant ce temps, Red continue à mener plus d'enquêtes et découvrit l'identité de l'agent double du FBI: Meera. Il rend ensuite visite à Meera chez elle avec une arme chargée pour l'interroger. En outre, Lucy Brooks, la femme que Red cherchait dans ViCAP, est montrée avec des informations sur Liz et Tom, et elle infiltre le fête pré-natale des Keen, se présentant comme Jolene Parker, une enseignante suppléante. Elle flirte avec Tom et, à la fin, ils visitent une exposition d'art ensemble parce qu'Elizabeth est en retard de travail, après avoir retrouvé la trace de l'Alchimiste, qui finira tué par son ex-épouse après que ce dernier l'ait pris en otage avec leur fille dans une station service.

## Accueil critique et public

### Audiences
The Alchemist est diffusé aux États-Unis sur NBC le 20 janvier 2014 à 22h. L'épisode a obtenu un taux de 2,3/6 sur l'échelle de Nielsen avec 8,83 millions de téléspectateurs, ce qui en fait le deuxième spectacle le plus regardé dans son créneau horaire derrière Castle sur ABC, qui a rassemblé 8,96 millions de téléspectateurs. L'Alchimiste était aussi la onzième émission de télévision la plus regardée de la semaine.